# Axel (patinage)
Pour les articles homonymes, voir axel.
En patinage artistique, un axel est un saut partant sur une carre extérieure avant et se terminant sur une carre extérieure arrière après une rotation d'un tour et demi dans l'espace. Le saut de base dans la famille de l'axel s'appelle le saut de valse, partant et atterrissant sur les mêmes carres, mais en n'accomplissant qu'un demi-tour en l'air. Jusqu'à présent, l'axel simple, le double et le triple ont été réalisés plusieurs fois avec succès en compétition officielle. Cependant, en 2023, seul un patineur avait réalisé un quadruple axel en compétition sans tomber. Il s’agit d’Ilia Malinin, un Américain dont le premier quadruple axel en compétition remonte à septembre 2022.

## Technique

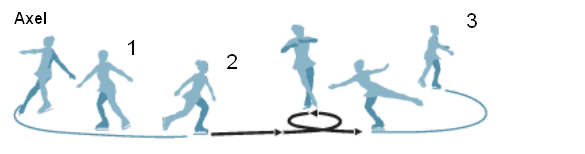

Un patineur approche normalement le saut sur une carre droite arrière extérieure dans une position de blocage fermement tenue avant de se retourner sur une carre avant extérieure gauche. Le patineur pousse sur les griffes du patin gauche et s'élance dans les airs dans un mouvement d'ascension avec la jambe droite. Ensuite, le patineur amène la jambe gauche par-dessus la jambe droite dans un mouvement de croisement qu'on appelle communément une position de pirouette arrière (back spin), afin d'amener le centre de rotation au-dessus du côté droit du corps ; ce déplacement est aussi appelé transfert de poids. Le décroisement des jambes à l'atterrissage permet de bloquer la rotation et permet au patineur de glisser sur la glace avec une bonne vitesse.
Il est courant de voir des patineurs déraper légèrement sur la carre de départ, plus particulièrement pour le double et le triple axel, le dérapage aidant la lame à mordre dans la glace à l'appel. Cette technique est considérée comme acceptable dans la mesure où le dérapage n'est pas trop important et tant que le départ se passe sur l'arrière de la lame ; le patineur ne doit par contre pas tricher sur le départ du saut en exécutant une pré-rotation. Quand un patineur commet une erreur dans le synchronisme et qu'il dérape complètement de la carre de départ, le saut se termine souvent par une chute, communément appelée waxel.
Des analyses biomécaniques informatiques de patineurs réalisant des doubles et des triples axels ont démontré que les patineurs ne gagnent pas autant d'amplitude sur le triple axel qu'ils n'en gagnent sur le double. Ceci peut paraître quelque peu irrationnel, considérant qu'un saut plus haut devrait résulter en un plus grand temps d'envol pour compléter le saut. En fait, les patineurs cherchent plutôt à atteindre une position de rotation plus rapidement en refermant leurs membres sur eux-mêmes plus rapidement, mettant leur énergie dans la rotation plutôt que dans l'impulsion.

## Histoire
- Axel Paulsen fut le premier patineur à réussir le saut en 1882 tel qu'on le connaît aujourd'hui. Curieusement, il réussit cet exploit en portant des patins de vitesse à la place de patins artistiques.

- Durant les premières années d'existence du patinage de compétition, les sauts étaient exclusivement du domaine des hommes. Sonja Henie est généralement reconnue pour avoir réussi le premier axel chez les dames. Par contre, la technique qu'elle utilisa serait considérée comme médiocre aujourd'hui, puisque son saut comportait une pré-rotation excessive sans passage de la jambe libre vers l'avant, lui donnant plus l'aspect d'une pirouette sautée.

- Dick Button fut le premier patineur à atterrir le double axel en compétition, aux Jeux olympiques de 1948. Par contre, certaines archives vidéos de ce saut démontrent que le saut n'avait pas assez de rotations. L'entraîneur de Button, monsieur Gus Lussi fut le premier à développer la technique moderne de l'axel. Carol Heiss est devenue la première dame à exécuter le double Axel en 1953.

- Le patineur canadien Vern Taylor fut le premier à réussir le triple axel en compétition aux Championnats du monde de 1978. Depuis ce temps, ce saut est devenu un standard pour les compétiteurs d'élite, mais il est rarement réussi adéquatement chez les femmes. La première femme à réussir un triple axel en compétition est Midori Ito lors du Trophée NHK de 1988. Depuis ce temps, seules sept autres femmes l'ont réussi en compétition internationale : Tonya Harding, Ludmila Nelidina, Yukari Nakano, Wakaba Higuchi, Kamila Valieva, Mao Asada et Mirai Nagasu. Kimmie Meissner l'a réussi lors d'une compétition nationale, les championnats des États-Unis, en 2005. Lors des championnats du Japon 2006, Mao Asada a réussi deux triple axels, dont un en combinaison, devenant ainsi la première et la plus jeune femme à accomplir une telle performance en compétition.

- Le couple américain Rena Inoue et John Baldwin est devenu le premier couple à réussir un triple axel lancé lors des championnats des États-Unis 2006. Ils ont répété l'exploit aux Jeux olympiques de Turin.

- Yuzuru Hanyu, patineur japonais, est le premier patineur à avoir tenté un quadruple axel en compétition, aux JO 2022. Ilia Malinin, quelques mois plus tard, est le premier à avoir réussi. En septembre 2023, personne sauf lui n’avait réussi à renouveler cet exploit.

## Variations
- Un Axel retardé est similaire à un Axel régulier, mais le patineur adopte une position très ouverte à l'envol avant de refermer ses membres pour compléter la rotation avant l'atterrissage.

- Dans un Axel ouvert, le patineur maintient la position ouverte tout au long du saut sans retarder la position.

- Un tuck Axel est pris et atterri sur les mêmes carres qu'un Axel régulier, mais le patineur ramène ses jambes dans une position de pirouette assise ou d'indien.

- Un demi Axel est un saut pris sur la même carre qu'un Axel régulier mais avec seulement une rotation, atterrissant par en avant (habituellement sur la griffe gauche suivi d'une carre gauche avant intérieure, pour un patineur droitier). Ce saut est parfois appelé Bell jump.

- Un Axel sur un pied est un saut d'une rotation et demie avec le départ d'un Axel régulier mais atterri sur le même pied qu'au départ, sans changement de jambe. Ce saut est parfois appelé en patinage à roulette un Colledge, d'après la championne du monde de 1937, Cecilia Colledge.

- Un Axel intérieur comporte 1 1/2 rotation et est pris sur une carre avant intérieure et atterri sur une carre arrière extérieure, sur le même pied qu'à l'envol. Ce saut est également connu sous le nom de Böckl, de son inventeur Willy Böckl.

De plus, l'entrée Axel peut être utilisée comme départ pour les pirouettes sautées. Une pirouette assise Axel est aussi connue sous le nom de pirouette assise sautée renversée/arrière et est essentiellement un Axel atterri en pirouette assise arrière. Dans une pirouette assise Axel ouvert sautée, mieux connue sous le nom de death drop ou échappée de la mort, le patineur adopte quasiment une position horizontale (en kikant la jambe d'appel en arrière et sur le côté au lieu de l'apporter à l'avant) avant d'atterrir dans une pirouette assise arrière. 
Un pique-Axel ou Axel piqué n'est pas un vrai saut, mais plutôt un nom donné à un saut de boucle piqué non-adéquatement exécuté.